# Gordon H. Bower
Pour les articles homonymes, voir Bower.
Gordon Howard Bower, né le 30 décembre 1932 à Scio (Ohio) et mort le 17 juin 2020, est un psychologue cognitif américain et professeur de psychologie à l'université Stanford. Ses travaux portent sur la mémoire humaine, la compréhension de la langue, les émotions, et le comportement. 

## Biographie
Ses études portent sur la mémoire humaine et la catégorisation. Il s'intéresse aux processus cognitifs, aux émotions, à la langue et à la compréhension de lecture en lien avec la mémoire. 
Il bénéficie d'une bourse d'études pour jouer dans l'équipe de baseball durant ses quatre années d'études à la Western Reserve University. Un stage qu'il fait durant l'été de sa première année universitaire, à l'hôpital de santé mentale de Cleveland le convainc de renoncer à une carrière de psychiatre. Il se tourne alors vers des études de psychologie expérimentale qu'il commence en 1955, à l'université Yale, où il obtient son doctorat de psychologie en 1959, avec une recherche portant sur la théorie de l'apprentissage.

## Carrière
Avant la soutenance de sa thèse, en 1959, il obtient un poste au département de psychologie de l'université Stanford où il effectue le reste de sa carrière, jusqu'à sa retraite professionnelle en 2005,. Jusqu'à la fin des années 1960, il poursuit des recherches expérimentales sur le comportement des animaux, puis, lorsque William Kaye Estes et Dick Atkinson rejoignent le corps professoral, il s'intéresse progressivement davantage aux modèles mathématiques mis en œuvre durant les apprentissages. Il est lié avec Endel Tulving, Elizabeth Loftus, Alan Lesgold, Barbara Tversky.Il s'intéresse ensuite à l'étude de la mémoire à court terme. Il dirige le département de psychologie de 1978 à 1982.
Une enquête de la Review of General Psychology de 2002, concernant les 100 psychologues les plus cités du XXe siècle, le classe à la 42e place.

## Distinctions
- 1979 : Award for Distinguished Scientific Contribution, Association américaine de psychologie[8]
- 2005 : National Medal of Science[1]

Il est membre de plusieurs sociétés savantes : 
- Académie nationale des sciences[1]
- Académie américaine des arts et des sciences[1]

Il a obtenu plusieurs doctorats honoris causa :
- 1991 : Université de Chicago [9]
- 2003 : Université de Bâle [10]

## Publications
- « Mental models in narrative comprehension », avec D.G. Morrow, Science 247:44–48, 1990
- Human Associative Memory, avec John Robert Anderson, 1973
- Theories of Learning, avec Ernest Hilgard, 1975
- (dir.) Human Memory: Basic Processes, Academic Press, 1977, 560 p.  (ISBN 978-0121210502)
- (coll.) Cognition and Emotion, Oxford University Press, 2000, 259 p.